# Gonbad Chāy (ort)
Gonbad Chāy (persiska: گُنبَد چای, كُمِه چای, گُنبَد چائی, گنبد چای) är en ort i Iran.   Den ligger i provinsen Hamadan, i den nordvästra delen av landet, 250 km väster om huvudstaden Teheran. Gonbad Chāy ligger 1 919 meter över havet och antalet invånare är 568.
Terrängen runt Gonbad Chāy är kuperad åt sydost, men åt nordväst är den platt.Runt Gonbad Chāy är det ganska tätbefolkat, med 199 invånare per kvadratkilometer. Närmaste större samhälle är Qahāvand, 15,6 km öster om Gonbad Chāy. Trakten runt Gonbad Chāy består i huvudsak av gräsmarker.